# André Sanità
André Sanità, né le 28 mars 1992 à Solingen, est un escrimeur allemand pratiquant le fleuret.

## Carrière
Sanità monte sur plusieurs podiums de coupe du monde junior durant la saison 2011-2012, finissant au septième rang mondial de la catégorie. Il débute dans le même temps une carrière en senior dès 2009, et est sélectionné en équipe d'Allemagne en 2015, avec laquelle il obtient la médaille de bronze par équipes aux championnats d'Europe la même année. En 2016, il atteint les demi-finales des championnats d'Europe grâce à, notamment, une victoire sur Richard Kruse, l'un des favoris de l'épreuve. Il est battu par le Russe Timur Safin, futur vainqueur du tournoi, et obtient la médaille de bronze.

## Palmarès
- Championnats d'Europe d'escrime
  -  Médaille de bronze aux championnats d'Europe d'escrime 2016 à Toruń
  -  Médaille de bronze par équipes aux championnats d'Europe d'escrime 2015 à Montreux

## Classement en fin de saison
| Année | 2009 | 2010 | 2011 | 2012 | 2013 | 2014 |
| ----- | ---- | ---- | ---- | ---- | ---- | ---- |
| Rang  | 322  | 555  | 405  | 132  | 65   | 61   |